# Salih Ibn Ali
Salih ibn Ali ibn Abdallah ibn al-Abbas (711 – Siria, 769) è stato un generale arabo, membro della dinastia abbaside, che fu governatore della Siria e dell'Egitto.

## Biografia
Salih e suo fratello Abdallah furono parte dell'avanguardia abbaside che rovesciò gli Omayyadi nel 750: i fratelli assediarono e conquistarono il Califfato della capitale, Damasco e poi inseguirono l'ultimo califfo omayyade, Marwan II, fino in Egitto, dove venne catturato e ucciso.
Salih venne nominato primo governatore abbaside dell'Egitto il 9 agosto 750. Mantenne la carica per meno di un anno, prima di essere nominato governatore del jund di Filastin (Palestina) nel marzo 751. In questa veste, inviò Sa'id ibn Abdallah alla prima spedizione dell'epoca abbaside contro l'Impero bizantino in Anatolia. L'8 ottobre 753 venne nominato nuovamente governatore dell'Egitto, incarico che mantenne fino al 21 febbraio 755. Alla morte del califfo Abu l-Abbas al-Saffah – nipote di Salih – nel 754, il fratello di Salih, Abdallah lanciò una rivolta in Siria contro il nuovo califfo al-Mansur, sostenendo di essere stato nominato da Saffah, prima di morire, come suo successore. Salih rifiutò di unirsi alla rivolta e per giunta portò le sue truppe in Siria per contribuire a sopprimere la rivolta. Si scontrò e sconfisse il governatore della Palestina, al-Hakam ibn Daban, mentre Abdallah fu sconfitto da Abu Muslim e costretto a sottomettersi a Mansur.
Nonostante la ribellione di Abdullah, Salih e la sua famiglia si erano affermati come i preminenti potentati abbasidi in Siria, una posizione che tennero per il successivo mezzo secolo, come i figli di Salih,  al-Fadl,  Ibrahim e  Abd al-Malik tutti governatori di Siria ed Egitto. Salih fu anche capace di appropriarsi della maggior parte delle estese proprietà della dinastia omayyade. Inoltre, svolse un ruolo importante nel rafforzamento della frontiera abbaside-bizantina, la  thughūr , rioccupando e ricostruendo le ex città bizantine di Melitene (Malatya),  Kahramanmaraş (Mar'ash) e Mopsuestia (al-Massisa). Morì in Siria nel 769.